# Petri Oravainen
Petri Oravainen (* 26. Januar 1983 in Helsinki) ist ein ehemaliger finnischer Fußballspieler.

## Karriere
Oravainen absolvierte 2001 sein Profidebüt bei HJK Helsinki als 18-Jähriger. Fünf Jahre später versuchte er sich in der niederländischen Eerste Divisie beim FC Zwolle, kehrte nach zwei Jahren allerdings wieder nach Helsinki zurück. Zur Saison 2010 wechselte er zu Ligakonkurrent Kuopion PS und zwei Jahre später schloss er sich Zweitligist PK-35 Vantaa an. Die letzten beiden Karrierejahre spielte er bis Ende 2015 in der vierten Liga für seinen Heimatverein Puistolan Urheilijat aus Helsinki.

## Erfolge
- Finnischer Meister: 2002, 2003, 2008
- Finnischer Pokalsieger: 2003, 2006, 2008